# Протодьяконов, Михаил Михайлович
Михаи́л Миха́йлович Протодья́конов (4 октября 1874, Оренбург, Российская империя — 5 апреля 1930, Ташкент, Узбекская ССР) — русский и советский учёный в области горного дела, профессор, один из создателей Среднеазиатского университета (САГУ).

## Биография
Родился в семье директора Оренбургского ремесленного училища. Учился в гимназии сначала в Екатеринбурге, а затем в Уфе. В 1893 году он поступил на математическое отделение физико-математического факультета Петербургского университета, но со второго курса перешёл учиться в Петербургский горный институт, который окончил в 1899 году.
В 1899 году уже после окончания института М. М. Протодьяконов за участие в социал-демократической пропаганде и в связи с проведением дознания по делу «Союза борьбы за освобождение рабочего класса» был арестован. В конце 1899 года он был освобожден из-под ареста, но вплоть до 1904 года оставался под надзором полиции, что исключало для него возможность поступления на государственную службу или перехода на научную работу. До 1904 года он работал заведующим Садонским серебро-свинцовым рудником Терского горнопромышленного общества на Северном Кавказе, где он руководил эксплуатацией рудников и вёл строительство гидротехнических сооружений.
В 1904 году в «Горном журнале» появилась его первая серьёзная научная статья «Горные речки центральной части Северного Кавказа и некоторые особенности эксплуатации их энергии».
В 1904 году М. М. Протодьяконов поступил на службу ассистентом кафедры горного искусства в Екатеринославском высшем горном училище к профессору А. М. Терпигореву, а через год уехал в научную командировку за границу. В 1908 году М. М. Протодьяконов защитил диссертацию на тему «Давление горных пород на рудничную крепь» в Петербургском горном институте, после чего был избран экстраординарным, а затем с 1908 года был ординарным профессором Екатеринославского высшего горного училища.
В 1914 году в связи с туберкулёзом позвоночника и полупараличом ног он полностью прекратил работу, находясь сначала на лечении в Крыму, а затем в Средней Азии в Ташкенте. В 1918 году он вернулся к педагогической и научной деятельности, вёл преподавательскую работу в Среднеазиатском университете, одним из организаторов которого он являлся, был организатором горного дела в Средней Азии и опубликовал ряд капитальных работ по горному давлению, рудничному креплению, проветриванию, нормированию горных работ.
С 1918 по 1923 годы он заведовал секцией и состоял консультантом ВСНХ, с 1926 года работал в Среднеазиатском отделении Геологического комитета, был членом президиума Среднеазиатского Госплана и консультантом треста «Средазуголь». В 1928 году М. М. Протодьяконов был избран председателем Среднеазиатского бюро инженерно-технической секции Союза горнорабочих СССР. Одновременно он начиная с 1925 года преподавал в Московской горной академии.
Умер в Ташкенте в 1930 году, похоронен на Боткинском кладбище города.

## Семья
Сын, Михаил Михайлович Протодьяконов (Протодьяконов-младший) — также известный советский учёный, доктор наук, профессор, заместитель директора НИИ в Москве.
Дочь, Зла́та Миха́йловна Протодья́конова — доктор геолого-минералогических наук, в течение долгих лет преподавала на геологическом факультете Ташкентского политехнического института, была заведующей кафедрой минералогии этого института.

## Научные труды
В 1908—1914 годах М. М. Протодьяконов принял участие в создании многотомного капитального труда «Описание Донецкого бассейна», в котором им были написаны следующие разделы: «Проходка шахт и квершлагов» и «Крепление шахт и квершлагов».
Начиная с 1906 года им в специализированных научных изданиях, таких как «Записки Екатеринославского технического общества», «Известия Екатеринославского высшего горного училища», «Горнозаводской листок» и «Горный журнал», был опубликован целый ряд работ о расчёте рудничной крепи и горном давлении, которые принесли ему известность как учёного-горняка. Первое обоснование новых методологических приёмов даётся в его работе «О некоторых попытках применения математики к горному искусству». Также эти идеи получили воплощение в его диссертации, опубликованной под тем же названием в «Горном журнале» за 1909 г. Им была выдвинута оригинальная теория горного давления и впервые вывел формулу для расчёта горного давления. В обобщенном виде эта теория дана им в труде «Давление горных пород и рудничное крепление» (1930). Предложенная Протодьяконовым шкала коэффициента крепости горных пород явилась первым реальным способом для оценки горных пород по их буримости, взрываемости, зарубаемости и т. п.
На ряде съездов специалистов по горному делу Протодьяконов выступил с докладами: «О крепости горных пород», «О производительности забойщика по углю», «О давлении сыпучих тел», «О бурении шпуров». Как признанный специалист он участвовал в работе специальной комиссии по обследованию рудников Донецкого бассейна в отношении гремучего газа и пыли.
Основные научные труды М. М. Протодьяконова посвящены проблемам давления горных пород, крепления горных выработок, рудничной вентиляции и технического нормирования в горной промышленности. Труды Протодьяконова в области рудничного проветривания были использованы при разработке правил техники безопасности в горной промышленности. Им также создана методология нормирования горных работ и составлены урочные положения на эти работы.